# Ángel Albino Corzo (Messico)
Angel Albino Corzo è uno dei 118 comuni dello stato del Chiapas, Messico; si estende per un'area di 1.749,81 km² con una popolazione di 28.883 abitanti secondo il censimento del 2005.
Confina a nord e a ovest con il comune La Concordia, a est con Chicomuselo e a sud con il comune di Siltepec e con quello di Mapastepec.

## Storia
Le sue origine sono abbastanza recenti e risalgo al 1925 quando ci fu il primo insediamento di contadini provenienti dai paese vicini come Montecristo de Guerrero; nel 1933 viene creato il comune di Angel Albino Corzo con Jaltenango de la Paz come capoluogo; dopo alcuni cambiamenti di nome, finalmente nel 1980 durante il governo di Don Juan Sabines Gutiérrez, il comune torna alla sua corrente denominazione.

Dal 1983, in seguito alla divisione del Sistema de Planeación, è ubicata nella regione economica IV: Frailesca.

## Località principali
A capo del comune c'è la città di Jaltenango de la Paz con 9.594 abitanti; tra le altre località citiamo:
- Nueva Palestina con 3.152 abitanti
- Querétaro con 2.046 abitanti
- Francisco I. Madero con 1.574 abitanti

## Fonte
- INEGI: Instituto Nacional de Estadística, Geografía e Informática